# Lynn-Holly Johnson
Pour les articles homonymes, voir Johnson.
Lynn-Holly Johnson est une patineuse et actrice américaine, née le 13 décembre 1958 à Chicago, dans l'Illinois.

## Filmographie partielle

### Au cinéma
- 1978 : Château de rêves (Ice Castles), de Donald Wrye : Alexis Winston
- 1980 : Les Yeux de la forêt (The Watcher in the Woods), de John Hough : Jan Curtis
- 1981 : Rien que pour vos yeux (For Your Eyes Only), de John Glen : Bibi Dahl
- 1984 : Où sont les mecs ? (Where the Boys Are) de Hy Averback : Laurie Jameson
- 1987 : Alien Predator, de Deran Sarafian : Samantha "Sam"
- 1990 : Massacre dans l'ascenseur (Out of Sight, Out of Mind), de Greydon Clark : Kathy Jordan

### À la télévision

#### Téléfilms
- 1984 : Il pleut des cadavres (More Than Murder), de Gary Nelson : Sandy

#### Séries télévisées
- 1982 : Chips (saison 6, épisode 10) : Ellen Getraer
- 1986 : MacGyver (saison 1, épisode 15) : Ingrid Bannister